# John Ford (dramaturgo)
John Ford (1586 – c. 1639) foi um dramaturgo e poeta inglês das eras jacobina e carolíngia nascido em Ilsington em Devon, Inglaterra. Suas peças tratam principalmente do conflito entre paixão e consciência. Embora lembrado principalmente como dramaturgo, ele também escreveu vários poemas sobre temas de amor e moralidade.

## Origens
John Ford foi batizado em 17 de abril de 1586 na Igreja de Ilsington, Devon. Ele era o segundo filho de Thomas Ford (1556–1610) de Bagtor na paróquia de Ilsington, e sua esposa Elizabeth Popham (falecida em 1629) da família Popham de Huntworth em Somerset. Seu monumento existe na Igreja de Ilsington. O avô de Thomas Ford era John Ford (falecido em 1538) de Ashburton (filho e herdeiro de William Ford de Chagford) que comprou a propriedade de Bagtor na paróquia de Ilsington, que seus herdeiros masculinos fizeram sucessivamente sua sede. A mansão elisabetana dos Ford sobrevive hoje em Bagtor como a ala de serviço de uma casa posterior anexada por volta de 1700.

## Vida e obra
Ford deixou sua casa para estudar em Londres, embora detalhes mais específicos não sejam claros — um John Ford de Devon de dezesseis anos foi admitido no Exeter College, Oxford, em 26 de março de 1601, mas isso foi quando o dramaturgo ainda não havia completado dezesseis anos. Ele ingressou em uma instituição que era uma prestigiosa faculdade de direito, mas também um centro de atividade literária e dramática — o Middle Temple. Um membro júnior proeminente em 1601 era o dramaturgo John Marston. (Não se sabe se Ford realmente estudou direito enquanto residia no Middle Temple, ou se era estritamente um cavalheiro pensionista, o que era um arranjo comum na época).
Foi apenas em 1606 que Ford escreveu suas primeiras obras para publicação. Na primavera daquele ano ele foi expulso do Middle Temple, devido a seus problemas financeiros, e Fame's Memorial e Honour Triumphant logo se seguiram. Ambas as obras são claramente pedidos de mecenato: Fame's Memorial é uma elegia de 1169 linhas sobre o recentemente falecido Charles Blount, 1º Conde de Devonshire, enquanto Honour Triumphant é um panfleto em prosa, uma fantasia verbal escrita em conexão com as justas planejadas para a visita do verão de 1606 do Rei Cristiano IV da Dinamarca. Não se sabe se alguma dessas trouxe qualquer remuneração financeira para Ford; ainda assim, em junho de 1608, ele tinha dinheiro suficiente para ser readmitido no Middle Temple.
Antes do início de sua carreira como dramaturgo, Ford escreveu outras obras literárias não dramáticas—o longo poema religioso Christ's Bloody Sweat (1613), e dois ensaios em prosa publicados como panfletos, The Golden Mean (1613) e A Line of Life (1620). Após 1620, ele começou a escrever ativamente para o teatro, primeiro como colaborador de dramaturgos mais experientes — principalmente Thomas Dekker, mas também John Webster e William Rowley—e no final da década de 1620 como artista solo.
Ford é mais conhecido pela tragédia 'Tis Pity She's a Whore (1633), um drama familiar com uma trama de incesto. O título da peça muitas vezes foi alterado em novas produções, às vezes sendo referido simplesmente como Giovanni and Annabella—os personagens principais da peça, irmão e irmã incestuosos; em uma obra do século XIX é discretamente chamada The Brother and Sister. Por mais chocante que seja a peça, ainda é amplamente considerada uma obra clássica do drama inglês. Foi adaptada para o cinema pelo menos duas vezes: My Sister, My Love (Suécia, 1966) e 'Tis Pity She's a Whore (Bélgica, 1978).

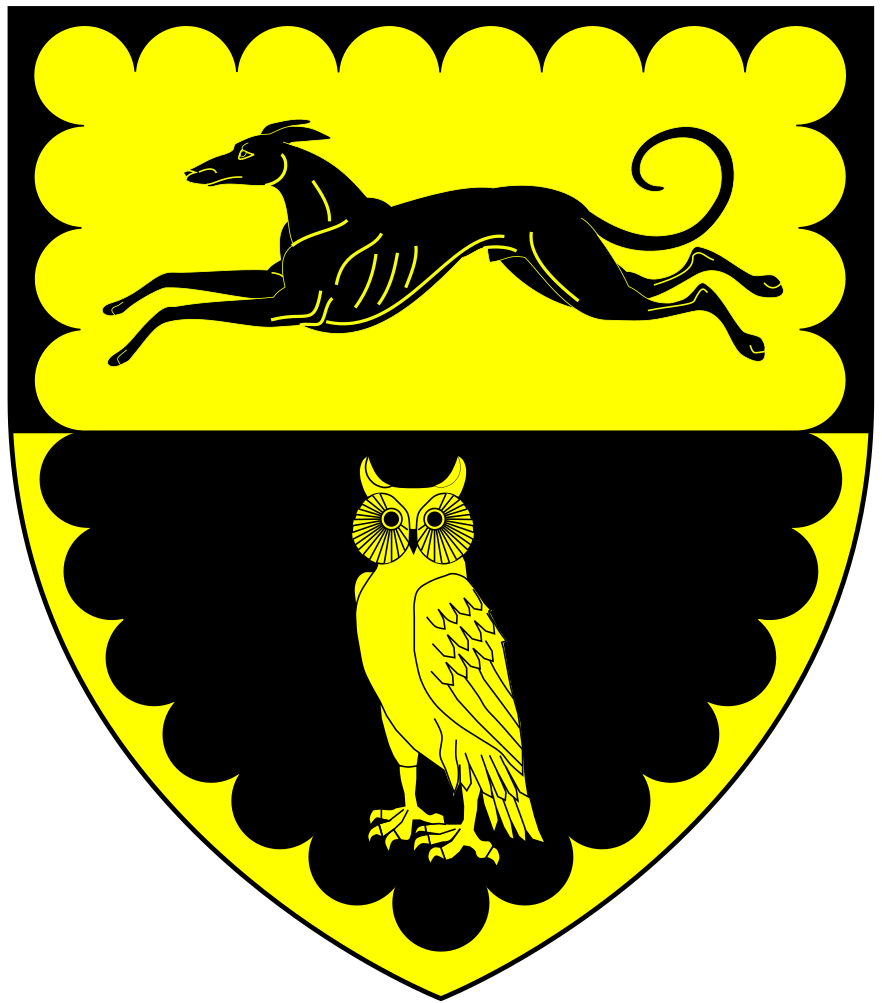
Brasão de armas dos Ford de Bagtor e Nutwell: Dividido por faixa de ouro e negro, no chefe um galgo corrente, na base uma coruja dentro de uma borda entalhada, tudo contraposto

Ele foi um importante dramaturgo durante o reinado de Carlos I. Suas peças lidam com conflitos entre paixão individual e consciência e as leis e morais da sociedade em geral; Ford tinha um forte interesse em psicologia anormal que é expresso através de seus dramas. Suas peças frequentemente mostram a influência de A Anatomia da Melancolia de Robert Burton. Embora praticamente nada seja conhecido da vida pessoal de Ford, uma referência sugere que seu interesse em melancolia pode ter sido mais do que meramente intelectual. O volume Choice Drollery (1656) afirma que
Profundo em uma tristeza sozinho John Ford estava,
Com braços cruzados e chapéu melancólico.

## O cânone das peças de Ford
Ford começou sua carreira dramática de uma maneira comum no período, contribuindo para peças co-autoradas com dramaturgos mais estabelecidos. Seis dessas peças sobrevivem:
- The Laws of Candy (1620; impressa em 1647), com Philip Massinger;
- The Witch of Edmonton (1621; impressa em 1658), com Thomas Dekker e William Rowley;
- The Welsh Ambassador (1623; impressa em 1920), com Dekker;
- The Spanish Gypsy (licenciada em 9 de julho de 1623; impressa em 1653), com Dekker, Thomas Middleton e Rowley;
- The Sun's Darling (licenciada em 3 de março de 1624; revisada em 1638–39; impressa em 1656), com Dekker;
- The Fair Maid of the Inn (1626; impressa em 1647), com Massinger, John Webster e John Fletcher.

As atribuições de várias dessas peças a seus vários autores foram frequentemente debatidas ou consideradas incertas. Tais questões foram colocadas além de dúvida razoável em 2017 com a publicação do Volume II de The Collected Works of John Ford, ed. Brian Vickers, que contém 300 páginas de evidências e discussão identificando claramente as contribuições de cada um dos autores acima para essas seis peças. Darren Freebury-Jones propôs que Ford foi responsável por completar The Noble Gentleman após a morte de John Fletcher em 1625.
Após 1626, Ford fez a transição para autor único e escreveu mais oito peças sobreviventes:
- The Queen (1627; impressa em 1653)
- The Lover's Melancholy (licenciada em 24 de novembro de 1628; impressa em 1629)
- The Broken Heart (1629; impressa em 1633)
- 'Tis Pity She's a Whore (1631; impressa em 1633)
- Love's Sacrifice (1632; impressa em 1633)
- Perkin Warbeck (1633; impressa em 1634)
- The Fancies Chaste and Noble (1636; impressa em 1638)
- The Lady's Trial (licenciada em 3 de maio de 1638; impressa em 1639)

Como é típico para dramaturgos pré-Restauração, uma porção significativa da produção de Ford não sobreviveu. Peças perdidas de Ford incluem The Royal Combat e Beauty in a Trance, além de mais colaborações com Dekker: The London Merchant, The Bristol Merchant, The Fairy Knight, e Keep the Widow Waking, esta última também com William Rowley e John Webster.
Em 1940, o crítico Alfred Harbage argumentou que a peça The Great Favourite, or The Duke of Lerma de Sir Robert Howard é uma adaptação de uma peça perdida de Ford. Harbage observou que muitos críticos anteriores haviam julgado a peça suspeitosamente boa, boa demais para Howard; e Harbage apontou para uma gama de semelhanças entre a peça e a obra de Ford. O caso, no entanto, baseia-se exclusivamente em evidências internas e julgamentos subjetivos.

## Poesia
Além dos poemas já mencionados, vários outros sobreviveram. Na década de 1920, o compositor nascido na Austrália John Gough musicou "Beauty's Beauty" de Ford.